# Йордан Божилов
Йордан Димитров Божилов е български политик от Българската комунистическа партия (БКП).

## Биография
Той е роден през 1883 година в село Извор край Пловдив. През 1901 година завършва в Садово Земеделско училище. Между 1900 и 1904 година практикува земеделие в Германия, Италия, Франция и Австрия. Година след това завършва школата за запасни офицери. През Балканските войни служи като запасен офицер.
От 1904 година е член на Българската работническа социалдемократическа партия (тесни социалисти), която през 1919 година се преименува на БКП. След войните ръководи Военната организация на БКП в Пловдивски окръг и през септември 1923 година, в навечерието на Септемврийското въстание, е арестуван. Малко по-късно е освободен, но емигрира и живее в Австрия, а след това и в Германия, до 1930 година, когато се връща в България.
След 9 септември 1944 г. става областен директор на Пловдив и остава на този пост до 1946 година. В периода 1946 – 1947 година е за министър на търговията, промишлеността и труда в първия кабинет на Георги Димитров. През 1948 – 1949 година е пълномощен министър в Австрия.
Йордан Божилов умира през 1955 година в София.